# Großer Moschusflughund

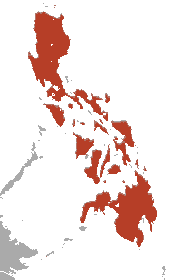
Verbreitungsgebiet des Großen Moschusflughundes

Der Große Moschusflughund (Ptenochirus jagori) ist ein auf den Philippinen verbreitetes Fledertier in der Familie der Flughunde. Das Typusexemplar stammt aus der Umgebung von Daraga auf Luzon.

## Merkmale
Wie der deutsche Name andeutet, ist die Art mit einer Gesamtlänge von 118 bis 134 mm, inklusive eines 4 bis 17 mm langen Schwanzes sowie mit einem Gewicht von 65 bis 87 g ein recht großer Flughund. Die Länge der Unterarme beträgt 72 bis 88 mm, die Hinterfüße sind 16 bis 23 mm lang und die Ohren erreichen 18 bis 23 mm Länge. Der Kopf ist durch eine dunkle Färbung, eine breite Schnauze mit kurzen rohrförmigen Nasenlöchern und durch vier obere sowie zwei untere Schneidezähne gekennzeichnet. Bei erwachsenen Exemplaren bildet eine Drüse eine gelbliche Flüssigkeit, die das Fell um die Schultern und den Hals gelb färbt, sowie borstiger wirken lässt, was einem Kragen gleicht. Dies kommt besonders häufig bei Männchen vor. Zusätzlich hat das Drüsensekret einen moschus-zimt-artigen Geruch. Der ähnliche Gemeine Kurznasenflughund hat vier untere Schneidezähne und kürzere Unterarme. Verglichen mit Geoffroys Flughund ist das Fell länger und der Schwanz kürzer. Bei diesem und bei Höhlen-Langzungenflughunden (Eonycteris) ist eine längere Schnauze vorhanden.
Oberseits kommt dunkles graubraunes Fell vor und das unterseitige Fell ist heller graubraun mit olivfarbener Tönung. Der Große Moschusflughund besitzt dunkelgraue Flughäute. Auf dem Gaumen befinden sich neun Querwülste zwischen den Zähnen und drei weitere Wülste hinter den Zähnen. Der diploide Chromosomensatz enthält 44 Chromosomen (2n=44).

## Verbreitung
Das Verbreitungsgebiet reicht über die gesamten Philippinen mit Ausnahme von Palawan und kleineren westlichen Inseln. Die Art lebt im Flachland und in Gebirgen bis 1950 Meter Höhe. Sie hält sich in ursprünglichen sowie veränderten Wäldern auf und besucht Gärten in Vorstädten. Selten wird der Große Moschusflughund in Parks in Manila registriert.

## Lebensweise
Die Exemplare ruhen am Tage meist allein oder in kleinen Gruppen in Kalksteinhöhlen, Baumhöhlen oder im dichten Blattwerk des Unterwuchses. Die Reviere, in denen Nahrung gesucht wird, sind meist nicht größer als ein Hektar. Der Große Moschusflughund hat ein langgestrecktes Territorium, das 500 bis 1300 Meter lang ist. Die Strecke zwischen dem Tagesversteck und dem Platz zur Nahrungssuche beträgt 400 bis 800 Meter. Der Ruheplatz wird etwa jeden Monat um etwa 600 Meter verlegt. Allgemein sind die Reviere von trächtigen Weibchen die größten.
Die Nahrung besteht vorwiegend aus Früchten, die mit Blättern und Blumen komplettiert werden. Bei einer Studie sammelte die Art Nahrung von 39 Pflanzengattungen, die zu 28 Familien zählten. Einige Früchte werden 10 bis 50 Meter zu einem geschützten Platz transportiert und dort gefressen. Die meisten Samen von Feigen durchlaufen den Verdauungstrakt des Flughundes ohne Beeinflussung und werden wieder ausgeschieden.
Bei Weibchen kommen mehrere Würfe pro Jahr vor und sie sind kurz nach der Geburt der Nachkommen wieder empfangsbereit. Trächtige Weibchen und Weibchen mit aktiven Milchdrüsen sind aus den Monaten März bis Mai sowie August bis Oktober bekannt. Ein Wurf besteht nach vier Monaten Trächtigkeit aus einem oder sehr selten aus zwei Neugeborenen. Die Entwicklung des Embryos kann bis zu fünf Monate ruhen. Jungtiere erhalten etwa drei Monate Muttermilch und die Lebensdauer liegt allgemein bei fünf Jahren oder länger.

## Gefährdung
In Gebieten mit Waldrodungen nimmt der Bestand ab. Die Gesamtpopulation gilt als stabil. Deswegen ist der Große Moschusflughund bei der IUCN als nicht gefährdet (least concern) verzeichnet.